# إيديلاليسيب
إيديلاليسيب (Idelalisib)، الذي يباع تحت الإسم التجاري زيدليغ( Zydelig)، هو دواء لعلاج سرطان الدم الليمفاوي المزمن (CLL)، واللمفومية الجريبية، و الغدد الليمفاوية الصغيرة (SLL).   يتم استخدامه تحديدا عندما تفشل العلاجات الأخرى أو تكون غير مناسبة.   و يعطى عن طريق الفم. 
تشمل الآثار الجانبية الشائعة لهذا العقار على: العدوى، و انخفاض خلايا الدم البيضاء، و الإسهال، و مشاكل الكبد، و الطفح الجلدي، و الحمى.  إضافة إلى ذلك، فقد تشمل الآثار الجانبية الأخرى ردود الفعل التحسسية.  أما تناوله أثناء الحمل فقد يؤدي إلى الإضرار بالجنين.  إنه مثبط فوسفوإينوزيتيد 3-كيناز الذي يمنع PI3Kδ .  
تمت الموافقة على استخدام إيديلاليسيب طبيًا في كل من الولايات المتحدة و أوروبا في عام 2014.   في المملكة المتحدة، يكلف شهر واحد من العلاج هيئة الخدمات الصحية الوطنية حوالي 3100 جنيه إسترليني اعتبارًا من عام 2021.  و تبلغ تكلفة هذا المقدار في الولايات المتحدة حوالي 12300 دولار أمريكي. 